# 法耶茲·薩拉傑
法耶茲·薩拉傑（阿拉伯语：‎；1960年2月20日—），是一名利比亞政治人物、利比亚前任总统委员会主席（国家元首）兼任總理（政府首脑）和國防部長。2015年12月17日簽署《利比亞政治協議》而成立的全國和解政府之總理，曾是的黎波里議會議員。2018年7月，法耶兹·萨拉杰领导下的利比亚民族团结政府拒绝欧盟旨在停止从利比亚前往欧洲移民的计划。2019年4月10日，联合国秘书长安东尼奥·古特雷斯在联合国总部表示，他仍然希望避免发生“为的黎波里的血腥战斗”。忠于哈利法·贝加斯姆·哈夫塔尔的部队开始向首都迁移两天。2021年2月5日，安理会在联合国监督下通过“利比亚政治对话论坛选择”进行再次选举。穆罕默德·门菲在“利比亚政治对话论坛”被选为利比亚总统委员会主席。此前，他曾担任利比亚驻希腊大使。2021年2月5日，在“利比亚政治对话论坛”期间，阿卜杜勒·哈米德·德贝巴被任命为该国总理。

## 外部連結
- 法耶茲·薩拉傑的X（前Twitter）